# Пак Хон Йон
Пак Хон Йон (кор. 박헌영, 朴憲永, 28 травня 1900, Єсан — 5 грудня 1956, Пхеньян) — північнокорейський політик, активіст, лідер Комуністичної партії Кореї, перший міністр закордонних справ КНДР.

## Біографія
Народився на півдні Чхунчон. У 1919 закінчив вищу середню школу в Сеулі. Брав участь в Русі 1 березня. У 1920 емігрував до Шанхаю.
У 1921 вступив до Корейської комуністичної партії, займав посаду відповідального секретаря Центрального Бюро Корейського Комуністичного союзу молоді. У 1922 році заарештований у Сінийджу і перебував у в'язниці до 1924 року.
Після виходу з ув'язнення став одним з лідерів фракції Хвайохвьо. У квітні 1925 року на першому з'їзді корейського Комсомолу обраний його відповідальним секретарем. У листопаді 1925 арештований, перебував в ув'язненні до 1927 року.
У 1928 році разом з дружиною емігрував до СРСР. Тут в 1929 році вступив до Міжнародної Ленінської школи, під час навчання в ній був включений в корейську комісію Східного секретаріату ВККІ. У 1933 році направлений на роботу в Шанхай, де був заарештований і засуджений до шести років ув'язнення. У 1939 році вийшов на свободу і створив комуністичну групу Кьонсон. У 1941- робітник на фабриці в Кванджу.
У 1945 році брав активну участь у відтворенні Корейської комуністичної партії і став її генеральним секретарем. З 1948 року проживав у Північній Кореї, став міністром закордонних справ КНДР.
У 1953 році був звинувачений у шпигунстві на користь США. Арештований 15 грудня 1955 року. Засуджений до смертної кари. Розстріляний 5 грудня 1956 року.